# 新黄浦实验学校
新黄浦实验学校是中華人民共和國上海市普陀區的一所民辦九年一贯制寄宿学校。該學校由国有企业新黄浦集团公司开发。1995年，中华人民共和国教育法实施。新黄浦集团決定在其独家投资的改造旧区平江小区内举行新黄浦实验学校开工典礼。1996年起正式办学。

## 外部連結
- 官方网站